# Fiat 4700
Le Fiat 4700 était un turbogénérateur d'air sous pression italien, développé par Fiat Aviazione, sous contrat avec le ministère de la Défense italien, et utilisé sur l'hélicoptère à rotor propulsé par réaction expérimental Fiat 7002.

## Conception et développement
Le Fiat 4700 fut développé pour fournir de l'air sous pression à des hélicoptères équipés de rotors propulsés par jets de gaz froids. Le moteur était en fait un turbogénérateur d'air sous pression entraîné par un moteur principal, un turbomoteur dérivé du turboréacteur Fiat 4002. Le compresseur d'air et le générateur de gaz (la partie réservée à la combustion du mélange air/carburant) étaient indépendants, les deux étant entraînés par des turbines séparées via des arbres concentriques. Le moteur était monté verticalement, afin de réduire la distance le séparant des deux pales du rotor du Fiat 7002.

## Caractéristiques
Spécifiquement développé pour produire de l'air sous pression, le 4700 était un turbomoteur à turbine libre. Son générateur de gaz était constitué d'un compresseur, d'une chambre de combustion et d'une turbine, suivis d'une autre turbine, qui elle était reliée à un compresseur via un corps indépendant.
Dans le moteur principal, l'aspiration d'air était ascendante et effectuée à travers un carénage en alliage léger magnésium/zirconium. La partie mobile, le rotor, était supportée dans sa partie arrière derrière le compresseur centrifuge par un roulement conique et dans sa partie haute par un roulement à billes. Elle était équilibrée afin de réduire le stress axial appliqué sur les roulements. La chambre de combustion était de construction simple, de taille réduite, et comprenait un nombre réduit d'éléments. Elle était d'une grande efficacité et facile d'accès et d'entretien. La turbine était de type axiale à un étage en alliage d'acier, et disposait d'ailettes usinée en alliage de nickel. La turbine et le roulement qui la supportait étaient refroidis par de l'air dérivé du compresseur. Le diffuseur amenant l'air du compresseur à la chambre de combustion était constitué d'un simple moulage en magnésium/zirconium.
Le compresseur d'air froid était une unité indépendante, reliée au moteur principal par une bride et une structure en tôle, et de la place était aménagée à l'endroit de la jonction pour permettre la dilatation des métaux pendant l'utilisation du moteur sans entraver son bon fonctionnement. L'alignement du moteur et du compresseur d'air froid n'était pas extrêmement précis, ce qui simplifiait et accélérait les opérations de démontage-remontage pendant les opérations de maintenance.
Le collecteur d'échappement du moteur était annulaire et dévie les gaz de 90° en sortie, le flux étant alors parallèle à l'axe longitudinal de l'hélicoptère. La poussée résiduelle pouvait donc un peu participer à la propulsion horizontale de l'engin.

## Application
- Fiat 7002 : La seule application réelle de ce moteur fut la propulsion du Fiat 7002, qui vola pour la première fois le 26 janvier 1961[2].